# Baillé
Baillé is een plaats en voormalige gemeente in het Franse departement Ille-et-Vilaine (regio Bretagne) en telt 315 inwoners (1999). De plaats maakt deel uit van het arrondissement Fougères-Vitré. Baillé is op 1 januari 2019 gefuseerd met de per die datum opgeheven gemeente Saint-Marc-le-Blanc tot een nieuwe gemeente, eveneens geheten Saint-Marc-le-Blanc. 

## Geografie
De oppervlakte van Baillé bedraagt 5,3 km², de bevolkingsdichtheid is 59,4 inwoners per km².
De onderstaande kaart toont de ligging van Baillé met de belangrijkste infrastructuur en aangrenzende gemeenten.

## Demografie
Onderstaande figuur toont het verloop van het inwonertal (bron: INSEE-tellingen).